# Фруши (Потенца)
Фруши (итал. Frusci) је насеље у Италији у округу Потенца, региону Базиликата.
Према процени из 2011. у насељу је живело 273 становника. Насеље се налази на надморској висини од 915 м.